# Associação Nacional de Municípios Portugueses
A Associação Nacional de Municípios Portugueses (ANMP) MHIH • MHL é uma associação que tem como fim geral a promoção, defesa, dignificação e representação dos municípios perante os órgãos de soberania.
A 20 de Maio de 2010, foi agraciada com o grau de Membro Honorário da Ordem do Infante D. Henrique.
Em 2022, o Porto desvinculou-se da associação, buscando "assumir, de forma independente e autónoma, todas as negociações com a administração central no âmbito do processo de descentralização". Sendo o único município que não faz parte da ANMP.
A 20 de maio de 2024, foi agraciada com o grau de Membro Honorário da Ordem da Liberdade.